# HD115331
HD115331 — хімічно пекулярна зоря спектрального класу A2, що має видиму зоряну величину в смузі V приблизно 5,8.
Вона  розташована на відстані близько 190,5 світлових років від Сонця.